# 焦圈

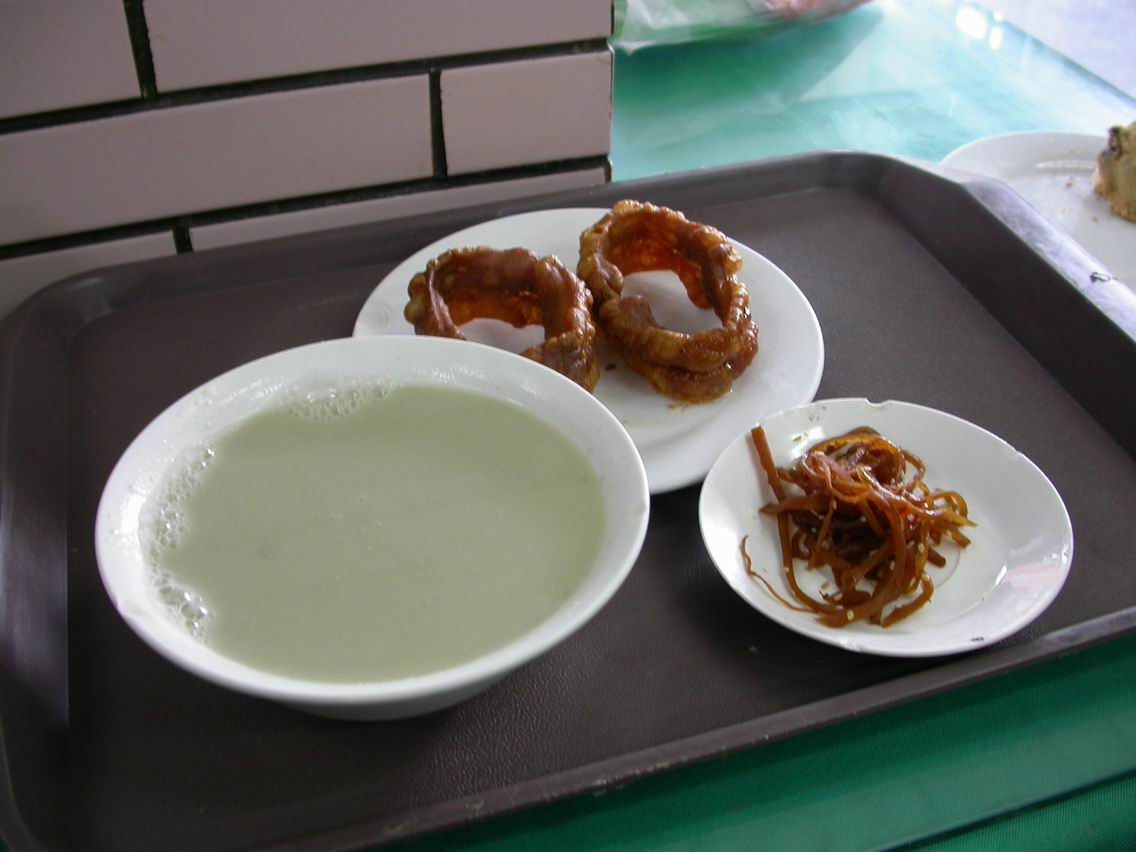
一套豆汁：豆汁、焦圈、咸菜丝

焦圈是一種炸製食品，可儲存十多天，但仍然很酥脆。焦圈常與豆汁一起食用。根據老北京的風俗，喝豆汁必須配吃焦圈和醬菜。焦圈十分講究炸得焦黃酥透，這樣才能變得好吃。

## 焦圈的制作
面粉用溶解了盐、碱、矾的水和成面团，反复压揉，晾3个小时后把面团压扁，用刀切成5釐米宽的条，取成条麵坯，捋成长扁片，厚约6釐米，用刀把麵片切成4釐米宽的剂，每两个剂叠在一起，用小炸刀从中间切1刀，两边不要切通。用油烧至5成热，再用手拿住生焦圈坯的一头下油锅，随即用筷子从中间撑开，使之成环形，定形后翻身，炸至深黄色出锅控油。

## 焦圈的文化
宋代苏东坡曾写过一首诗，相传是中国第一首产品广告诗：“纤手搓成玉数寻，碧油煎出嫩黄深，夜来春睡无轻重，压褊佳人缠臂金。”明代李时珍的《本草纲目·谷部》也有记载：“入少盐，牵索扭捻成环钏之形，油煎食之。”焦圈可贮存十天半月，质不变，脆如初，酥脆不皮，是千百年来深受喜爱的食品。
根据老北京的风俗，喝豆汁，必须配吃焦圈和切得极细的酱菜。焦圈讲究炸的焦黄酥透，“形状像手镯，大小一般，鬆香酥脆，搁放七日皆不疲不软，掉在地上粉粉碎。”。
在老北京的食文化中，一碗豆汁儿几个焦圈加上一碟儿辣咸菜丝儿，佔了五味中酸、辣、甜、咸四味，独没有苦味。